# Bottapotamon nanan
Bottapotamon nanan is een krabbensoort uit de familie van de Potamidae. De wetenschappelijke naam van de soort is voor het eerst geldig gepubliceerd in 2008 door Zhou, Zhu & Naruse.